# Sophie und Karl Binding Stiftung

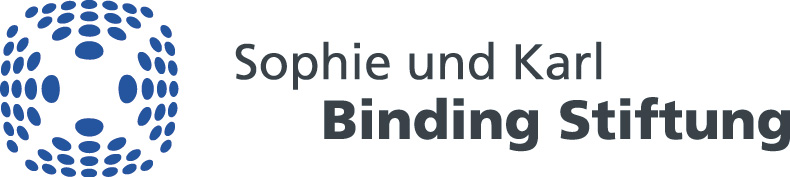
Altes Logo der Sophie und Karl Binding Stiftung

Die Sophie und Karl Binding Stiftung mit Sitz in Basel ist eine gemeinnützige Förderstiftung, die schweizweit in den Bereichen Umwelt, Soziales und Kultur tätig ist.

## Geschichte
Die Stiftung wurde 1963 durch das Ehepaar Sophie Binding-Hübscher (1902–1989) und Karl Binding (1911–1994) gegründet. Die aus Frankfurt am Main stammende Sophie von Opel-Hübscher war in erster Ehe mit Hans von Opel, einem Enkel des Gründers der Opelwerke, verheiratet. Hans von Opel hatte sich nach dem Verkauf der Autowerke an General Motors 1929 in der Schweiz, in Liestal/BL, niedergelassen. In Basel hatte er eine Finanzierungsgesellschaft für Automobilhandelsfirmen, die Hansa Aktiengesellschaft, gegründet, die sich zu einer bedeutenden Beteiligungs- und Finanzgesellschaft entwickelte.
Hans von Opel starb 1948. Jung verwitwet, heiratete Sophie von Opel-Hübscher 1951 Karl Binding und brachte das Vermögen ihres ersten Ehemannes mit in die Ehe. Karl Binding wurde ebenfalls in Frankfurt am Main geboren und entstammte der gleichnamigen Brauereifamilie Binding. Da die Familie seit 1876 das Schweizer Bürgerrecht besass, zog er während des Zweiten Weltkrieges in die Schweiz, um dort militärischen Hilfsdienst zu leisten.
Das Ehepaar führte ein eher zurückgezogenes Leben, liebte die Berge und die Jagd. Kinderlos geblieben, wollte es mit der Sophie und Karl Binding Stiftung etwas von dem, was es der Schweiz zu verdanken hatte, zurückgeben. 1955 zog das Paar nach Schaan im Fürstentum Liechtenstein, wo es 1986 eine weitere Stiftung, die Binding Stiftung mit Sitz in Schaan, gründete.

## Organisation
Der vierköpfige Stiftungsrat setzt sich zusammen aus Ulrich Vischer (Präsident), Carl Binding (Vizepräsident), Françoise Marcuard-Hammer und Sarah Girard. Ehemalige Präsidenten der Sophie und Karl Binding Stiftung sind Paul Kopp, Alt-Stadtpräsident von Luzern, Hans Meier, ehemaliger Direktor der Christoph Merian Stiftung Basel, David Linder, Alt-Nationalrat und Bernhard Christ, Alt-Grossratspräsident Basel-Stadt. Die operativen Aufgaben werden von Monika Wirth, Lena Wunderlin und Theres Käser wahrgenommen. Die Sophie und Karl Binding Stiftung ist Gründungsmitglied von SwissFoundations, dem Verband der Schweizer Förderstiftungen.

## Stiftungszweck und Fördertätigkeit
Die Stiftung fördert gemäss ihrer Stiftungsurkunde in der ganzen Schweiz Projekte aus den drei Bereichen Umwelt, Soziales und Kultur, die in den Handlungsfeldern Biodiversität und Landschaft, Kinder- und Jugendintegration, Gesellschaftlicher Zusammenhalt, Kulturerbe und Künste vertieft werden. Dazu stehen ihr heute jährlich drei Millionen Franken zur Verfügung.
Der grösste Teil der Fördermittel wird auf Gesuche hin vergeben. Als operative Engagements kann die Stiftung mit einzelnen Organisationen langjährige Partnerschaften eingehen. Solche Schwerpunktprojekte sind z. B. das Jugend-Arbeitsintegrationsprojekt LIFT, das Mentoringprogramm Dreamteam und das Pilotprojekt Tavolo Check Your Chance Ticino zur Bekämpfung der Jugendarbeitslosigkeit im Kanton Tessin. Im Bereich der Kultur engagiert sich die Stiftung u. a. in den beiden Förderprogrammen Binding First Dance und Binding Sélection d'Artistes.
Seit 2021 vergibt die Stiftung jährlich den Binding Preis für Biodiversität, der mit Fr. 125'000.- dotiert ist. Ausgezeichnet werden wegweisende Leistungen zur Förderung der Vielfalt von Lebensräumen, Arten und genetischen Ressourcen sowie deren Wechselwirkungen. Im Fokus steht dabei ausdrücklich der Siedlungsraum.